# 岩崎長思
岩崎 長思（いわさき ちょうし、1878年〈明治11年〉11月1日 - 1960年〈昭和35年〉1月5日）は日本の教育者、郷土史家。
亀岡高等女学校（現：京都府立亀岡高等学校）、岩村田高等女学校（現：長野県岩村田高等学校）元校長。佐久史談会創設者。号は今昔庵如風、城山、文名。正五位勲四等。玄孫にフェンシング（フルーレ）選手の宮脇花綸。

## 経歴
長野県上伊那郡箕輪村北小河内出身。小島定四郎・てふの次男として生まれる。
東箕輪尋常小学校（現：箕輪町立箕輪東小学校）、中箕輪高等小学校（現：箕輪町立箕輪中学校）、長野県師範学校を経て、1906年（明治39年）3月東京高等師範学校地理歴史部を卒業。翌1907年（明治40年）3月東京高等師範学校研究科を卒業し。同年4月京都府南桑田郡立亀岡高等女学校（現：京都府立亀岡高等学校）教諭（教頭）に就任。同年5月、飯田町士族岩崎貞郎の長女・きよ（当時飯田高等女学校教諭）と結婚、岩崎に改姓。
1908年（明治41年）11月亀岡高等女学校校長に就任。1910年（明治43年）4月京都府南桑田郡教育調査委員嘱託。1911年（明治44年）5月長野県松本女子師範学校教諭（教頭）となる。教科は修身・教育・歴史を担任した。1912年（明治45年）3月松本女子師範学校舎監兼任。1915年（大正4年）5月東筑摩郡誌編集委員となる。1919年（大正8年）10月長野県史料蒐集委員を嘱託。1921年（大正10年）10月長野県史蹟名勝天然記念物調査委員を嘱託。
1922年（大正11年）1月新設の長野県上高井中学校（現：長野県立須坂高等学校）初代校長に就任。1929年（昭和4年）7月長野県史編纂委員会委員を嘱託。1931年（昭和6年）7月病気のため依願退職。1933年（昭和8年）4月北佐久郡岩村田高等女学校（現：長野県岩村田高等学校）校長に就任し、同年9月に岩村田高女校歌を作る。同時期に佐久史談会を創立し、幹事長となる。
1940年（昭和15年）6月北佐久中等学校校長会長に就任。1941年（昭和16年）長野県思想対策研究会岩村田町地方委員を嘱託。1943年（昭和18年）7月信濃贈位者伝編纂委員を信濃教育会より嘱託。同年11月大日本武徳会岩村田支所参与を嘱託。1944年（昭和19年）3月全国高等女学校協会より高女教育に関し功績顕著につき表彰。同年6月長野県遺烈顕彰会専門委員となる。
1947年（昭和22年）9月信濃郷土科学研究会第一回総会に出席し顧問となる。1948年（昭和23年）4月岩村田高等女学校を城戸ヶ丘高等学校に改称、同校校長となる。同年9月依願退職。同年11月顕彰会にて表彰。
1949年（昭和24年）3月佐久史談会を再び開設し会長となる。同年5月北佐久郡誌編纂会を発足し、顧問となる。1951年（昭和26年）11月史跡名勝調査委員として表彰。1955年（昭和30年）11月教育功労者として長野県より表彰。1959年（昭和34年）9月第八十回史談会に出席し、表彰感謝状を受ける。
1960年（昭和35年）1月5日、死去。法名は長光院説誉教導善居士。

## 家族

### 岩崎家
- 養父・貞郎（生年不明）
- 養母・かつ（生年不明）
- 妻・きよ（1881年（明治14年）2月15日生） 
松本女子師範学校卒[4]。岩村田洋裁学院元院長[4]。
- 長女・薫（1908年（明治41年）5月10日生） 
長野町立長野高等女学校（現：長野県長野西高等学校）卒[1]。夫は最後の官選埼玉県知事を務めた宮脇倫[1]。
- 次女・文子（1909年（明治42年）9月10日生） 
松本高等女学校専攻科卒[6]。夫は中央一般職員訓練所教官・主事を務めた森山誠之[6]。
- 長男・俊彦（1912年（大正元年）7月1日生）
上海東亜同文書院卒[4]。元南満洲鉄道社員。酒造会社経理部元勤務[4]。
- 三女・操（1915年（大正4年）2月26日生） 
夫は高見沢藤三[1]。
- 次男・貞彦（1916年（大正5年）12月20日生） 
東京歯科医学専門学校（現：東京歯科大学）卒[1]。歯科医師[1]。
- 三男・正彦（1921年（大正10年）1月1日生）
- 四男・通彦（1923年（大正12年）2月1日生）

## 著書
- 『高井鴻山小傳』上高井教育会、1933年。
- 『堀直虎公傳』信毎出版部、1935年。